# Ligue socialiste révolutionnaire
Pour les articles homonymes, voir Ligue socialiste (homonymie).
 (avril 2010).
Si vous disposez d'ouvrages ou d'articles de référence ou si vous connaissez des sites web de qualité traitant du thème abordé ici, merci de compléter l'article en donnant les références utiles à sa vérifiabilité et en les liant à la section « Notes et références ».
Le Revolutionär Sozialistischer Bund (« Ligue socialiste révolutionnaire », RSB) est un petit parti politique d'extrême gauche allemand. Il est, avec l’Internationale Sozialistische Linke, l'une des deux sections allemandes de la Quatrième internationale. 
Fondée en 1994 cette organisation est la continuation du Groupe des marxistes internationaux (GIM).Elle revendique le passage à une société socialiste qui ne ressemble pas à ce qui s'est passé dans le Bloc de l'Est. Un socialisme qui se fonde sur la démocratie socialiste c'est-à-dire une prise de décision par les salariés et les citoyens et non pas par une caste privilégiée. Ceci doit se concrétiser par des conseils qui incluent la majorité de la population et ou les citoyens pourraient mettre en avant leurs intérêts et non pas les intérêts des grands groupe et des politiciens professionnels. Cette société ne peut être que le résultat d'une révolution victorieuse des salariés contre l'État et le patronat. 
Le siège de l'organisation se trouve à Mannheim, dans l'ouest de l'Allemagne. Le RSB est présent dans 11 des 16 Länder avec 20 groupes locaux. Il compte une petite centaine de membres.
Les activités militantes sont orientés vers plusieurs milieux notamment l'éducation avec la participation aux mouvements de grève dans l'éducation, l'antifascisme ainsi que l'intervention dans le milieu syndical notamment la construction d'une gauche syndicale qui souhaite permettre le développement de luttes syndicales offensives. Le thème central est la lutte contre la destruction des droits sociaux ainsi que la défense d'un droit a la grève générale (interdite en Allemagne) et la création d'un salaire minimum à hauteur de 10 euros par heure.
Le RSB a participé à la préparation des manifestations du 28 mars[Quand ?] ainsi qu'a la manifestation du 16 mai[Quand ?] à Berlin. Durant ces manifestations il a participé au bloc anticapitaliste avec le Parti communiste allemand ainsi qu'une initiative de chômeurs et d'autres organisations anticapitalistes. Ce bloc revendiquait et revendique toujours l'établissement d'un salaire minimum de 10 euros, une semaine de 30 heures avec maintien des salaires ainsi qu'une hausse des minima sociaux à hauteur de 500 euros (Hartz IV étant à hauteur de 351 euros).
L'organisation a fusionné en décembre 2016 avec l'Internationale Sozialistische Linke, l'autre section du Secrétariat International pour former une nouvelle organisation, l’Organisation socialiste internationale (en).